# Municipio VI
Municipio VI (Prenestino) is een qua oppervlakte klein stadsdeel met ongeveer 130.000 inwoners in het centrum van de stad Rome.

## Onderverdeling
Tiburtino (deel), Prenestino Labicano (deel), Tuscolano (deel), Collatino (deel)